# Сластницыно
Сластницыно — деревня в Доможировском сельском поселении Лодейнопольского района Ленинградской области.

## История
Деревня Сласницына упоминается на плане западной части Лодейнопольского уезда 1818 года.

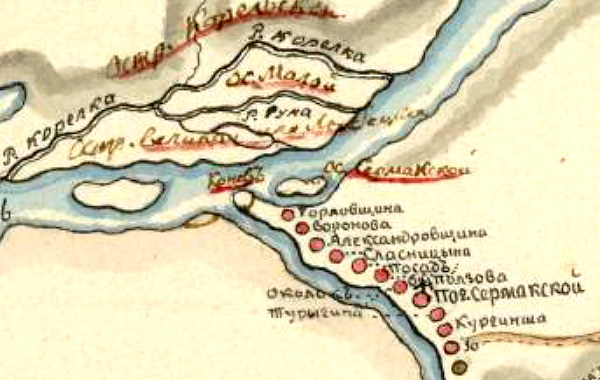
Деревня Сластницыно на плане 1818 года

На картах Санкт-Петербургской губернии Ф. Ф. Шуберта 1834 и 1844 годов упоминается деревня Слоницына, состоящая из 20 крестьянских дворов.

СЛАСНИЦЫНА — деревня при реке Ояти, число дворов — 24, число жителей: 56 м. п., 55 ж. п.  (1879 год)

СЛАСТНИЦЫНА — деревня при реке Ояти, население крестьянское: домов — 19, семей — 18, мужчин — 56, женщин — 68, всего — 124; некрестьянское: нет; лошадей — 19, коров — 22, прочего — 21 . (1905 год)

В конце XIX — начале XX века деревня административно относилась к Заостровской волости 1-го стана Лодейнопольского уезда Олонецкой губернии.
С 1917 по 1922 год деревня входила в состав Сарманского сельсовета Заостровской волости Лодейнопольского уезда Олонецкой губернии.
С 1922 года в составе Ленинградской губернии.
С февраля 1927 года в составе Луначарской волости. С августа 1927 года в составе Пашского района. В 1927 году население деревни составляло 109 человек.
Согласно карте Ленинградской области Северо-западного аэрогеодезического треста ГГУ издания 1932 года деревня называлась Сласницыно и насчитывала 12 крестьянских дворов.
По данным 1933 года деревня называлась Сланетинцыно и входила в состав Сермакского сельсовета Пашского района.

Деревня Сластницыно на карте РККА 1940 года

На карте РККА 1940 года деревня Сластницыно обозначена как безымянный населённый пункт к северо-западу от деревни Околок.
С 1954 года в составе Доможировского сельсовета.
С 1955 года в составе Новоладожского района. 
В 1958 году население деревни составляло 56 человек.
С 1963 года в составе Волховского района.
По данным 1966 и 1973 годов деревня Сластницыно также входила в состав Доможировского сельсовета Волховского района.
По данным 1990 года деревня Сластницыно входила в состав Доможировского сельсовета Лодейнопольского района.
В 1997 году в деревне Сластницыно Доможировской волости проживали 20 человек, в 2002 году — 17 человек (все русские).
С 1 января 2006 года в составе Вахновакарского сельского поселения.
В 2007 году в деревне Сластницыно Вахновокарского СП проживал 21 человек, в 2010 году — 14 человек.
С 2012 года в составе Доможировского сельского поселения.

## География
Деревня расположена в западной части района к северу от автодороги Р21 (E 105) «Кола» (Санкт-Петербург — Петрозаводск — Мурманск). 
Расстояние до административного центра поселения — 4 км.
Расстояние до ближайшей железнодорожной станции Оять-Волховстроевский — 7 км.
Деревня находится на правом берегу реки Оять.

## Демография
| 1879 | 1905 | 1997 | 2007 | 2010 | 2014 | 2017 |
| ---- | ---- | ---- | ---- | ---- | ---- | ---- |
| 111  | ↗124 | ↘20  | ↗21  | ↘14  | ↗15  | ↘11  |

### Национальный состав
Согласно данным Всероссийской переписи населения 2021 года в деревне проживали 15 человек, все русские.

## Инфраструктура
По данным администрации Доможировского сельского поселения:
- на 1 января 2014 года в деревне было зарегистрировано 9 домохозяйств и 17 жителей[21].
- на 1 января 2021 года в деревне было зарегистрировано 6 домохозяйств и 10 жителей[22].